# 알렉세이 마테에비치

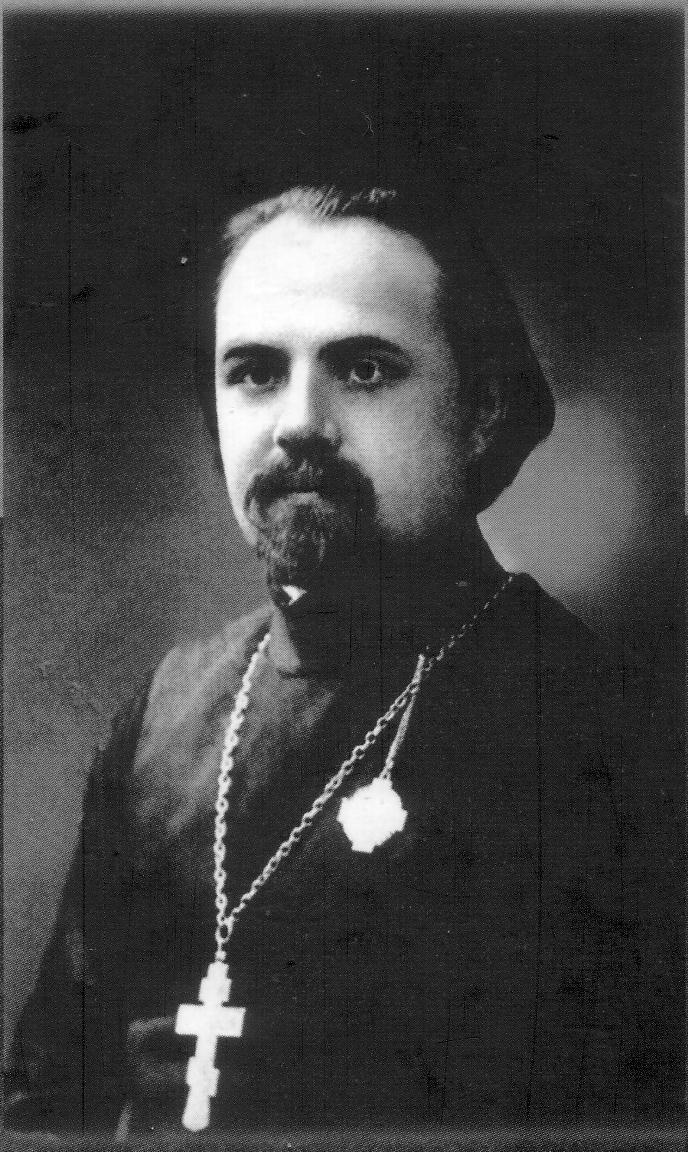
알렉세이 마테에비치

알렉세이 마테에비치(러시아어: Alexei Mateevici, 1888년 3월 24일 - 1917년 8월 24일)은 몰도바의 시인이다.

## 생애
알렉세이 마테에비치는 1888년 3월 24일 당시 러시아 제국의 일부였던 동베사라비아(현 몰도바 공화국)의 커이나리 마을에서 태어났다. 그는 키시너우의 한 신학 학교에서 공부한 후, 《농민》이라는 첫 시를 지었다. 후에 그는 《노래》, 《시골》 등을 지었다.
이후, 그는 1914년 키예프의 신학 아카데미를 졸업, 테오도라 보사노바 노비츠키와 결혼하였다. 그는 키시너우로 돌아와서, 한 학교의 그리스어 교사가 되었다.
1917년, 그는 베사라비아의 교사로서, 국회에서 다음과 같이 말하였다.
| “ | 그렇습니다. 우리는 몰도바인, 즉 옛 몰다비아인의 후손입니다. 하지만 우리가 부코비나, 트란실바니아와 마케도니아에서 우리의 형제, 장소, 후에 스스로를 드러내지 않습니다. 루마니아, 부코비나 및 트란실바니아에 사는 루마니아 민족의 큰 땅에 살고 있는 그들은 그곳에서 살고 있지만 개인에게 루마니아를 드러냅니다. 그건 우리 뿐만 아니라 모두의 일입니다! | ” |

1917년 7월 17일, 그는 《크래들의 노래》, 《바사라베닐로》 등을 썼으며, 뿐만 아니라, 《우리의 언어》라는 시를 써서 몰도바의 국가 가사로 이용했다. 하지만 한 달 후 발진티푸스로 사망하였다.